# Llista de topònims de Talteüll
Llista de topònims (noms propis de lloc) de Talteüll (Rosselló).
Informació actualitzada per un bot. Els canvis manuals es perdran quan s'actualitzi!

## església
| imatge | Nom                                 | Ubicat a | instància de | Detalls                      | coordenades                                                                  | Protecció | Commons (més fotos)            | Dades a WD                    |
| ------ | ----------------------------------- | -------- | ------------ | ---------------------------- | ---------------------------------------------------------------------------- | --------- | ------------------------------ | ----------------------------- |
|        | Capella de les Santes Puelles       | Talteüll | església     |                              | 42° 48′ 48″ N, 2° 43′ 46″ E / 42.81335°N,2.7295°E 124.9 msnm                 |           | Chapelle des Saintes Puelles   | Modifica les dades a Wikidata |
|        | Sant Genís de Talteüll              | Talteüll | església     |                              | 42° 48′ 49″ N, 2° 44′ 44″ E / 42.813517°N,2.745503°E 103.1 msnm              |           | Église Saint-Génis de Tautavel | Modifica les dades a Wikidata |
|        | Sant Genís de l'Alentó              | Talteüll | església     | Estat: enderrocat o destruït | 42° 47′ 02″ N, 2° 42′ 35″ E / 42.783944444444°N,2.7096111111111°E 93.8 msnm  |           |                                | Modifica les dades a Wikidata |
|        | Sant Martí de la Roca               | Talteüll | església     | Estat: enderrocat o destruït | 42° 48′ 29″ N, 2° 44′ 02″ E / 42.808°N,2.7338888888889°E 252.9 msnm          |           |                                | Modifica les dades a Wikidata |
|        | Santa Maria del Castell de Talteüll | Talteüll | església     | Estat: enderrocat o destruït | 42° 48′ 43″ N, 2° 44′ 52″ E / 42.811861111111°N,2.7476666666667°E 208.9 msnm |           |                                | Modifica les dades a Wikidata |

## muntanya
| imatge | Nom              | Ubicat a               | instància de | Detalls | coordenades                                                            | Protecció | Commons (més fotos) | Dades a WD                    |
| ------ | ---------------- | ---------------------- | ------------ | ------- | ---------------------------------------------------------------------- | --------- | ------------------- | ----------------------------- |
|        | Mont-rodon       | Talteüll               | muntanya     |         | 42° 49′ 07″ N, 2° 43′ 19″ E / 42.818525°N,2.721906°E                   |           |                     | Modifica les dades a Wikidata |
|        | Montoriol        | Talteüll               | muntanya     |         | 42° 47′ 14″ N, 2° 42′ 42″ E / 42.787322°N,2.711583°E                   |           |                     | Modifica les dades a Wikidata |
|        | Pic de la Corona | Rosselló Talteüll      | muntanya     |         | 42° 50′ 12″ N, 2° 39′ 54″ E / 42.836656°N,2.665108°E                   |           |                     | Modifica les dades a Wikidata |
|        | Puig Alt         | Talteüll               | muntanya     |         | 42° 49′ 16″ N, 2° 39′ 52″ E / 42.821075°N,2.664378°E                   |           |                     | Modifica les dades a Wikidata |
|        | Puig Burgat      | Cases de Pena Talteüll | muntanya     |         | 42° 48′ 46″ N, 2° 47′ 13″ E / 42.81275°N,2.786889°E                    |           |                     | Modifica les dades a Wikidata |
|        | Puig d'en Pallat | Talteüll               | muntanya     |         | 42° 48′ 11″ N, 2° 45′ 27″ E / 42.803069°N,2.757525°E                   |           |                     | Modifica les dades a Wikidata |
|        | Torre del Far    | Talteüll               | muntanya     |         | 42° 48′ 19″ N, 2° 45′ 42″ E / 42.8054119343°N,2.76180548558°E 498 msnm |           | Torre del Far (cim) | Modifica les dades a Wikidata |

## port de muntanya
| imatge | Nom                        | Ubicat a          | instància de     | Detalls | coordenades                                                       | Protecció | Commons (més fotos) | Dades a WD                    |
| ------ | -------------------------- | ----------------- | ---------------- | ------- | ----------------------------------------------------------------- | --------- | ------------------- | ----------------------------- |
|        | Coll de Guizalard          | Talteüll          | port de muntanya |         | 42° 49′ 51″ N, 2° 46′ 17″ E / 42.830761111111°N,2.7714416666667°E |           |                     | Modifica les dades a Wikidata |
|        | Coll de l'Agueit           | Talteüll          | port de muntanya |         | 42° 49′ 05″ N, 2° 39′ 22″ E / 42.817994°N,2.656083°E              |           |                     | Modifica les dades a Wikidata |
|        | Coll de la Jaça d'en Biell | Talteüll          | port de muntanya |         | 42° 49′ 48″ N, 2° 41′ 51″ E / 42.830019°N,2.697569°E              |           |                     | Modifica les dades a Wikidata |
|        | Coll de les Alzines        | Talteüll          | port de muntanya |         | 42° 48′ 36″ N, 2° 43′ 58″ E / 42.810033°N,2.732742°E              |           |                     | Modifica les dades a Wikidata |
|        | Coll del Boix              | Talteüll          | port de muntanya |         | 42° 49′ 42″ N, 2° 43′ 19″ E / 42.828339°N,2.721894°E              |           |                     | Modifica les dades a Wikidata |
|        | Collada Gran               | Estagell Talteüll | port de muntanya |         | 42° 46′ 54″ N, 2° 42′ 32″ E / 42.781619°N,2.708944°E              |           |                     | Modifica les dades a Wikidata |

## Misc
| imatge | Nom                                    | Ubicat a                                        | instància de                          | Detalls                          | coordenades | Protecció                     | Commons (més fotos)    | Dades a WD                    |
| ------ | -------------------------------------- | ----------------------------------------------- | ------------------------------------- | -------------------------------- | --- | ----------------------------- | ---------------------- | ----------------------------- |
|        | Bosc Comunal de Talteüll               | Talteüll                                        | bosc comunal                          |                                  | |                               |                        | Modifica les dades a Wikidata |
|        | Bosc Departamental del Mas de l'Alzina | Talteüll                                        | bosc                                  | Superfície: 521ha                | 42° 47′ 51″ N, 2° 43′ 43″ E / 42.7975°N,2.7286111111111°E                                                               |                               |                        | Modifica les dades a Wikidata |
|        | Castell de Talteüll                    | Talteüll                                        | castell                               | Estat: ruïnós                    | 42° 48′ 40″ N, 2° 44′ 48″ E / 42.8111°N,2.74674°E                                                                       | monument històric inventariat | Château de Tautavel    | Modifica les dades a Wikidata |
|        | Castell de l'Alentó                    | Talteüll                                        | edifici                               | Estil: arquitectura romànica     | 42° 47′ 05″ N, 2° 42′ 49″ E / 42.78469167°N,2.71362222°E 80 msnm                                                        |                               |                        | Modifica les dades a Wikidata |
|        | Collada Baixa                          | Estagell Talteüll                               | collada                               |                                  | 42° 47′ 03″ N, 2° 43′ 12″ E / 42.784131°N,2.720058°E                                                                    |                               |                        | Modifica les dades a Wikidata |
|        | Cova de l'Aragó                        | Talteüll                                        | cova jaciment arqueològic jaciment    |                                  | 42° 50′ 22″ N, 2° 45′ 18″ E / 42.83944°N,2.755°E fr:Caune de l'Arago 350 msnm                                           | monument històric catalogat   | Caune de l'Arago       | Modifica les dades a Wikidata |
|        | Les Santes Puelles                     | Talteüll                                        | despoblat                             |                                  | 42° 48′ 48″ N, 2° 43′ 46″ E / 42.81345833°N,2.72954722°E 125 msnm                                                       |                               |                        | Modifica les dades a Wikidata |
|        | Pedra Dreta de l'Aglí                  | Espirà de l'Aglí Cases de Pena Talteüll Vingrau | menhir                                |                                  | 42° 49′ 09″ N, 2° 47′ 46″ E / 42.819027777778°N,2.7960833333333°E                                                       |                               |                        | Modifica les dades a Wikidata |
|        | Ribera de Vingrau                      | Rosselló Vingrau Talteüll                       | riu                                   | Desemboca: Verdoble Llarg: 8.7km | 42° 50′ 37″ N, 2° 46′ 18″ E / 42.843704°N,2.771795°E 42° 50′ 13″ N, 2° 45′ 20″ E / 42.836876°N,2.755551°E               |                               |                        | Modifica les dades a Wikidata |
|        | Serra de Talteüll                      | Cases de Pena Talteüll                          | serralada                             |                                  | 42° 46′ 01″ N, 2° 46′ 51″ E / 42.767083°N,2.780778°E                                                                    |                               |                        | Modifica les dades a Wikidata |
|        | Torre del Far                          | Talteüll                                        | torre                                 |                                  | 42° 48′ 19″ N, 2° 45′ 43″ E / 42.8053°N,2.7619°E                                                                        | monument històric inventariat | Tour del Far           | Modifica les dades a Wikidata |
|        | casa de la vila de Talteüll            | Talteüll                                        | instal·lació Ús: seu del govern local |                                  | 42° 48′ 51″ N, 2° 44′ 44″ E / 42.814237413722°N,2.74545552754764°E fr:66720 TAUTAVEL                                    |                               | Town hall of Tautavel  | Modifica les dades a Wikidata |
|        | cementiri de Talteüll                  | Talteüll                                        | cementiri                             |                                  | 42° 49′ 07″ N, 2° 45′ 04″ E / 42.8187°N,2.7511°E                                                                        |                               |                        | Modifica les dades a Wikidata |
|        | estàtua de l'home de Talteüll          | Talteüll                                        | obra escultòrica estàtua              | 20th century                     | 42° 48′ 54″ N, 2° 44′ 59″ E / 42.81503055555556°N,2.749608333333333°E Museu de Talteüll - Centre Europeu de Prehistòria |                               | Statue of Tautavel Man | Modifica les dades a Wikidata |